# تله‌تون+
تله‌تون پلاس (به فرانسوی: +Télétoon) یک کانال تلویزیونی مخصوص کودکان و نوجوانان در فرانسه است که زیر نظر شرکت کانال‌سَت اداره می‌شود.این کانال هیچ ارتباطی با کانال تله‌تون در کانادا (حتی نسخهٔ فرانسوی برای استان کبک) ندارد.